# Onthophagus nigricornis
Onthophagus nigricornis es una especie de insecto del género Onthophagus, familia Scarabaeidae, orden Coleoptera.

## Historia
Fue descrita científicamente por Fairmaire en 1887.